# ANF Ct CEN 15-21

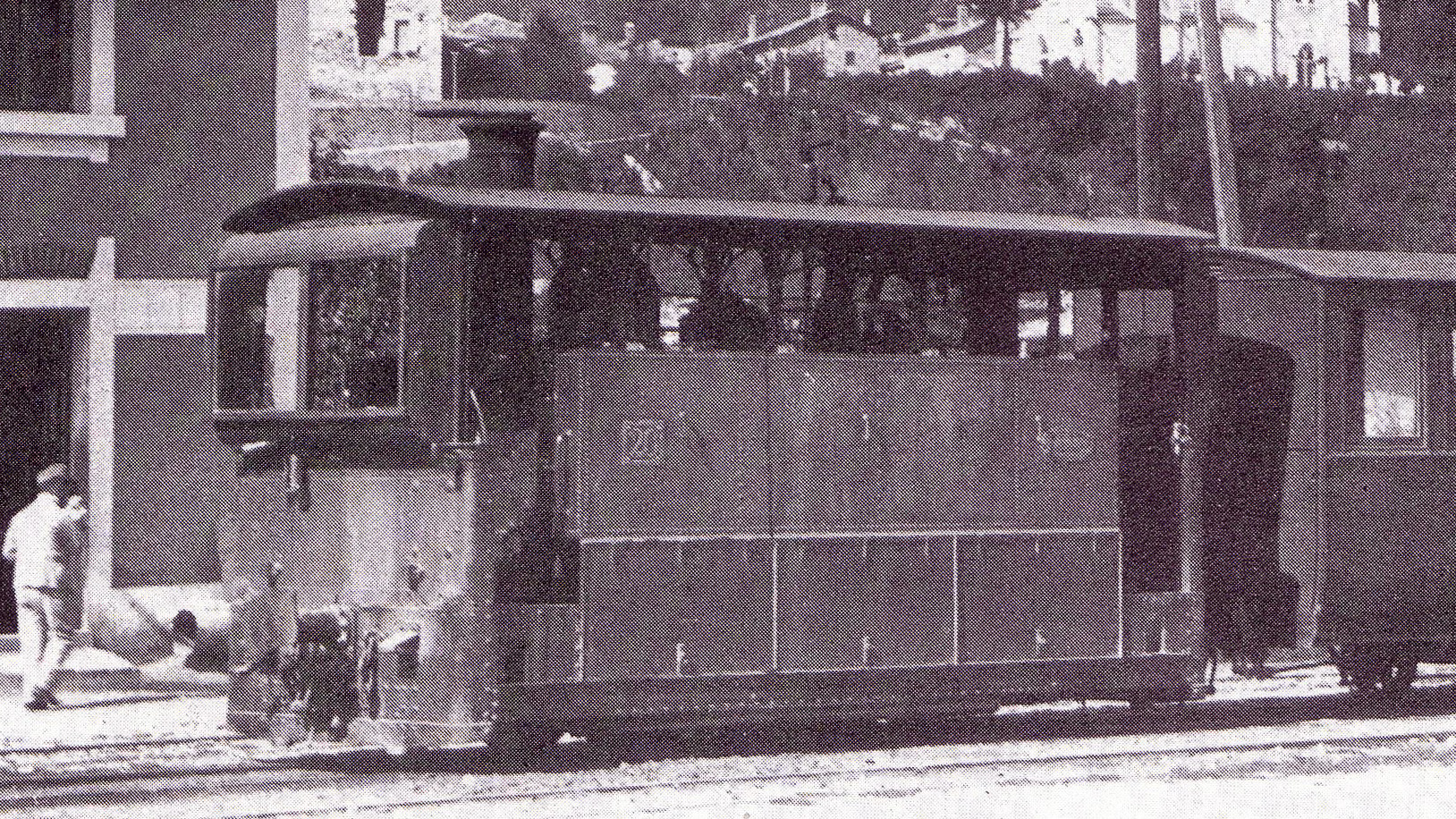
Locomotive n°20 sur le tramway Grenoble - Veurey-Voroize.

Les ANF Ct n° 15 à 21 ou type 030T dans la nomenclature française sont une série de locomotive à vapeur bicabine construit en 1896 par les Ateliers de construction du Nord de la France (ANF) à Blanc-Misseron pour les Chemins de fer économiques du Nord (CEN).

## Caractéristiques
- Nombre : 7[1] ;
- Numéros constructeur : 138 à 144 (La Métallurgique 996 à 1002) ;
- Numéros : 15-21 ;
- Écartement : métrique (1 000 mm).
- Mise en service : 1896.

## Utilisation
- n° 15, 16, 19 et 21 sur la ligne Armentières - Halluin ;
- n° 17 et 18 sur la ligne Saint-Amand - Hellemmes ;
- n° 20 sur la ligne Grenoble - Veurey-Voroize.